# Franse presidentsverkiezingen 1895

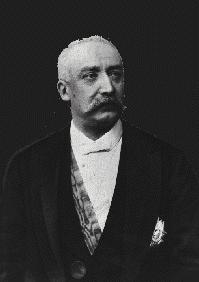
Félix Faure

Op 17 januari 1895 werden er, een half jaar na de vorige, in Frankrijk presidentsverkiezingen gehouden. Voor het eerst in de geschiedenis van de Derde Franse Republiek was er een tweede stemronde nodig. De presidentsverkiezingen werden gewonnen door Félix Faure.
| Kandidaten            | politieke richting | ronde 1      | ronde 2      |
| --------------------- | ------------------ | ------------ | ------------ |
| Félix Faure           | republikeins       | 30,77% (244) | 62,92% (430) |
| Henri Brisson         | centrum            | 42,62% (338) | 41,70% (361) |
| René Waldeck-Rousseau | liberaal           | 23,20% (184) | -            |
| Anderen               | -                  | 2,65%        | 0,17%        |